# Лауреаты Государственной премии Украины в области науки и техники (1976)
Лауреаты Государственной премии Украины в области науки и техники 1976 года — перечень награждённых государственной наградой Украинской ССР, присужденной в 1976 году за достижения в науке и технике.
На основании представления Комитета по Государственным премиям Украины в области науки и техники Центральный Комитет Компартии Украины и Совет Министров Украинской ССР вышло Постановление № 556 от 14 декабря 1976 г. «О присуждении Государственных премий Украины в области науки и техники 1976 года».

## Лауреаты
| Премированная работа | Лауреаты                                    | кратко про лауреата |
| --- | ------------------------------------------- | --- |
| Учебник «Техническая эксплуатация автомобилей», опубликованный в 1971 году, второе издание | Несветский, Яков Иванович (посмертно)       | доктор технических наук, профессор |
| Создание, организация крупносерийного производства и эксплуатацию траулера-сейнера проекта «502ЭМ» | Байбаков, Александр Борисович               | (посмертно) |
| Создание, организация крупносерийного производства и эксплуатацию траулера-сейнера проекта «502ЭМ» | Сычёв, Борис Михайлович                     | главный инженер Центрального конструкторского бюро «Ленинская кузница» |
| Создание, организация крупносерийного производства и эксплуатацию траулера-сейнера проекта «502ЭМ» | Якшин, Николай Алексеевич                   | главный конструктор Центрального конструкторского бюро «Ленинская кузница» |
| Создание, организация крупносерийного производства и эксплуатацию траулера-сейнера проекта «502ЭМ» | Бондаренко, Александр Сергеевич             | главный инженер Главного управления Министерства судостроительной промышленности |
| Создание, организация крупносерийного производства и эксплуатацию траулера-сейнера проекта «502ЭМ» | Мамченко, Всеволод Николаевич               | кандидат технических наук, директор Николаевского филиала Центрального научно-исследовательского института технологии судостроения                                                      |
| Создание, организация крупносерийного производства и эксплуатацию траулера-сейнера проекта «502ЭМ» | Казимиров, Александр Андреевич              | кандидат технических наук, старший научный сотрудник, заместитель директора Института электросварки имени Е. О. Патона Академии наук УССР                                               |
| Создание, организация крупносерийного производства и эксплуатацию траулера-сейнера проекта «502ЭМ» | Марцинчик, Георгий Тимофеевич               | начальник цеха завода «Ленинская кузница» |
| Создание, организация крупносерийного производства и эксплуатацию траулера-сейнера проекта «502ЭМ» | Кононенко, Владимир Никифорович             | главный технолог завода «Ленинская кузница» |
| Создание, организация крупносерийного производства и эксплуатацию траулера-сейнера проекта «502ЭМ» | Харченко, Иван Петрович                     | директор завода «Ленинская кузница» |
| Создание, организация крупносерийного производства и эксплуатацию траулера-сейнера проекта «502ЭМ» | Сопряжинский, Вадим Михайлович              | главный инженер завода «Ленинская кузница» |
| Разработка и внедрение прогрессивной технологии монтажно-сварочных работ и комплексной механизации для возведения металлоконструкций крупнейшей в мире доменной печи № 9 Криворожского металлургического завода имени В. И. Ленина | Лебедев, Анатолий Николаевич                | начальник Львовского специализированного управления треста «Центростальконструкция» |
| Разработка и внедрение прогрессивной технологии монтажно-сварочных работ и комплексной механизации для возведения металлоконструкций крупнейшей в мире доменной печи № 9 Криворожского металлургического завода имени В. И. Ленина | Соколенко, Николай Иванович                 | бригадир слесарей-монтажников завода металлоконструкций имени Бабушкина |
| Разработка и внедрение прогрессивной технологии монтажно-сварочных работ и комплексной механизации для возведения металлоконструкций крупнейшей в мире доменной печи № 9 Криворожского металлургического завода имени В. И. Ленина | Васильченко, Владимир Трофимович            | заместитель главного конструктора завода металлоконструкций имени Бабушкина |
| Разработка и внедрение прогрессивной технологии монтажно-сварочных работ и комплексной механизации для возведения металлоконструкций крупнейшей в мире доменной печи № 9 Криворожского металлургического завода имени В. И. Ленина | Россь, Валентин Петрович                    | главный специалист Днепропетровского отдела института «Укрмонтажоргбуд» |
| Разработка и внедрение прогрессивной технологии монтажно-сварочных работ и комплексной механизации для возведения металлоконструкций крупнейшей в мире доменной печи № 9 Криворожского металлургического завода имени В. И. Ленина | Гуревич, Эммануил Исаакович                 | заведующий отделом Проектно-конструкторского бюро республиканского промышленного объединения «Укрстальконструкция»                                                                      |
| Разработка и внедрение прогрессивной технологии монтажно-сварочных работ и комплексной механизации для возведения металлоконструкций крупнейшей в мире доменной печи № 9 Криворожского металлургического завода имени В. И. Ленина | Беспалов, Владимир Иванович                 | бригадир монтажников спецуправления треста «Криворожстальконструкция» |
| Разработка и внедрение прогрессивной технологии монтажно-сварочных работ и комплексной механизации для возведения металлоконструкций крупнейшей в мире доменной печи № 9 Криворожского металлургического завода имени В. И. Ленина | Соловьёв, Фёдор Адамович                    | главный технолог треста «Криворожстальконструкция» |
| Разработка и внедрение прогрессивной технологии монтажно-сварочных работ и комплексной механизации для возведения металлоконструкций крупнейшей в мире доменной печи № 9 Криворожского металлургического завода имени В. И. Ленина | Сосновский, Владимир Яковлевич              | заведующий сектором Института электросварки имени Е. О. Патона Академии наук УССР |
| Разработка и внедрение прогрессивной технологии монтажно-сварочных работ и комплексной механизации для возведения металлоконструкций крупнейшей в мире доменной печи № 9 Криворожского металлургического завода имени В. И. Ленина | Лебедев, Борис Фёдорович                    | доктор технических наук, старший научный сотрудник, заведующий отделом Института электросварки имени Е. О. Патона Академии наук УССР                                                    |
| Разработка и внедрение прогрессивной технологии монтажно-сварочных работ и комплексной механизации для возведения металлоконструкций крупнейшей в мире доменной печи № 9 Криворожского металлургического завода имени В. И. Ленина | Багратуни, Георгий Рубенович                | Министр монтажных и специальных строительных работ УССР |
| Разработка и внедрение способа преодоления газового барьера, который обеспечивает на богатых газах шахтах нагрузку на лаву свыше 1000 тонн в сутки средствами вентиляции                                                           | Дудка, Николай Тимофеевич                   | начальник участка шахты имени В. М. Бажанова комбината «Макеевуголь» |
| Разработка и внедрение способа преодоления газового барьера, который обеспечивает на богатых газах шахтах нагрузку на лаву свыше 1000 тонн в сутки средствами вентиляции                                                           | Радионов, Пётр Иванович                     | заместитель директора Донецкого производственного объединения по добыче угля |
| Разработка и внедрение способа преодоления газового барьера, который обеспечивает на богатых газах шахтах нагрузку на лаву свыше 1000 тонн в сутки средствами вентиляции                                                           | Цурпало, Геннадий Михайлович                | главный инженер Донецкого государственного института по проектированию шахт «Донгипрошахт»                                                                                              |
| Разработка и внедрение способа преодоления газового барьера, который обеспечивает на богатых газах шахтах нагрузку на лаву свыше 1000 тонн в сутки средствами вентиляции                                                           | Драницын, Евгений Семёнович                 | старший научный сотрудник Донецкого научно-исследовательского угольного института |
| Разработка и внедрение способа преодоления газового барьера, который обеспечивает на богатых газах шахтах нагрузку на лаву свыше 1000 тонн в сутки средствами вентиляции                                                           | Патрушев, Михаил Алексеевич                 | кандидат технических наук, доцент, старший научный сотрудник Донецкого научно-исследовательского угольного института                                                                    |
| Разработка и внедрение способа преодоления газового барьера, который обеспечивает на богатых газах шахтах нагрузку на лаву свыше 1000 тонн в сутки средствами вентиляции                                                           | Карпов, Алексей Михайлович                  | кандидат технических наук, профессор, старший научный сотрудник-консультант Донецкого научно-исследовательского угольного института                                                     |
| Разработка и внедрение способа преодоления газового барьера, который обеспечивает на богатых газах шахтах нагрузку на лаву свыше 1000 тонн в сутки средствами вентиляции                                                           | Грецингер, Борис Евгеньевич                 | доктор технических наук, старший научный сотрудник Института геотехнической механики Академии наук УССР                                                                                 |
| Разработка и внедрение способа преодоления газового барьера, который обеспечивает на богатых газах шахтах нагрузку на лаву свыше 1000 тонн в сутки средствами вентиляции                                                           | Галушко, Константин Петрович                | заместитель начальника управления Министерства угольной промышленности УССР |
| Разработка и внедрение способа преодоления газового барьера, который обеспечивает на богатых газах шахтах нагрузку на лаву свыше 1000 тонн в сутки средствами вентиляции                                                           | Возиянов, Александр Фёдорович               | кандидат технических наук, старший научный сотруднику, заведующий отделом Донецкого научно-исследовательского угольного института                                                       |
| Разработка и внедрение способа преодоления газового барьера, который обеспечивает на богатых газах шахтах нагрузку на лаву свыше 1000 тонн в сутки средствами вентиляции                                                           | Абрамов, Фёдор Алексеевич                   | член-корреспондент Академии наук УССР, заведующий отделом Института геотехнической механики Академии наук УССР                                                                          |
| Создание и промышленное внедрение новой технологии и высокоэффективных сборно-сварочных комплексов для серийного производства металлических конструкций из унифицированных элементов                                               | Мартынов, Евгений Петрович                  | начальник цеха Коломенского тепловозостроительного завода имени В. В. Куйбышева |
| Создание и промышленное внедрение новой технологии и высокоэффективных сборно-сварочных комплексов для серийного производства металлических конструкций из унифицированных элементов                                               | Энтин, Яков Борисович                       | заместитель главного сварщика Коломенского тепловозостроительного завода имени В. В. Куйбышева                                                                                          |
| Создание и промышленное внедрение новой технологии и высокоэффективных сборно-сварочных комплексов для серийного производства металлических конструкций из унифицированных элементов                                               | Филиппов, Александр Николаевич              | главный сварщик Коломенского тепловозостроительного завода имени В. В. Куйбышева |
| Создание и промышленное внедрение новой технологии и высокоэффективных сборно-сварочных комплексов для серийного производства металлических конструкций из унифицированных элементов                                               | Кравченко, Леонид Григорьевич               | доцент, заместитель директора Всесоюзного научно-исследовательского проектно-конструкторского и технологического института трансформаторостроения                                       |
| Создание и промышленное внедрение новой технологии и высокоэффективных сборно-сварочных комплексов для серийного производства металлических конструкций из унифицированных элементов                                               | Постолатий, Николай Иванович                | заведующий сектором филиала опытно-конструкторского бюро Института электросварки имени Е. О. Патона Академии наук УССР                                                                  |
| Создание и промышленное внедрение новой технологии и высокоэффективных сборно-сварочных комплексов для серийного производства металлических конструкций из унифицированных элементов                                               | Тишура, Владимир Иванович                   | главный конструктор проекта опытно-конструкторского бюро Института электросварки имени Е. О. Патона                                                                                     |
| Создание и промышленное внедрение новой технологии и высокоэффективных сборно-сварочных комплексов для серийного производства металлических конструкций из унифицированных элементов                                               | Чередничок, Виталий Тимофеевич              | кандидат технических наук, старший научный сотрудник Института электросварки имени Е. О. Патона                                                                                         |
| Создание и промышленное внедрение новой технологии и высокоэффективных сборно-сварочных комплексов для серийного производства металлических конструкций из унифицированных элементов                                               | Черненко, Иван Алексеевич                   | кандидат технических наук, старший научный сотрудник Института электросварки имени Е. О. Патона                                                                                         |
| Создание и промышленное внедрение новой технологии и высокоэффективных сборно-сварочных комплексов для серийного производства металлических конструкций из унифицированных элементов                                               | Кучук-Яценко, Сергей Иванович               | доктор технических наук, старший научный сотрудник, руководитель лаборатории Института электросварки имени Е. О. Патона                                                                 |
| Создание и промышленное внедрение новой технологии и высокоэффективных сборно-сварочных комплексов для серийного производства металлических конструкций из унифицированных элементов                                               | Лебедев, Владимир Константинович            | академик Академия наук УССР, заместитель директора Института электросварки имени Е. О. Патона                                                                                           |
| Разработка и внедрение комплекса аппаратуры для электрофизиологических исследований | Поляк, Рувин Вольфович                      | инженер Опытно-конструкторского производства Института физиологии имени А. А. Богомольца Академии наук УССР                                                                             |
| Разработка и внедрение комплекса аппаратуры для электрофизиологических исследований | Грушевский, Борис Захарович                 | начальник отдела опытно-конструкторского производства Института физиологии имени А. Богомольца Академии наук УССР                                                                       |
| Разработка и внедрение комплекса аппаратуры для электрофизиологических исследований | Патиченко, Александр Сергеевич              | главный технолог опытно-конструкторского производства Института физиологии имени А. Богомольца Академии наук УССР                                                                       |
| Разработка и внедрение комплекса аппаратуры для электрофизиологических исследований | Минцис, Александр Михайлович                | главный конструктор опытно-конструкторского производства Института физиологии имени А. Богомольца Академии наук УССР                                                                    |
| Разработка и внедрение комплекса аппаратуры для электрофизиологических исследований | Филякин, Николай Иванович                   | начальник опытно-конструкторского производства Института физиологии имени А. Богомольца Академии наук УССР                                                                              |
| Разработка и внедрение комплекса аппаратуры для электрофизиологических исследований | Преображенский, Николай Николаевич          | кандидат ветеринарных наук, старший научный сотрудник, руководитель лаборатории Института физиологии имени А. Богомольца Академии наук УССР                                             |
| Разработка и внедрение комплекса аппаратуры для электрофизиологических исследований | Пятигорский, Беньямин Яковлевич             | кандидат биологических наук, старший научный сотрудник, руководитель лаборатории Института физиологии имени А. Богомольца Академии наук УССР                                            |
| Разработка и внедрение комплекса аппаратуры для электрофизиологических исследований | Лиманский, Юрий Петрович                    | доктор биологических наук, старший научный сотрудник, заместитель директора Института физиологии имени А. Богомольца Академии наук УССР                                                 |
| Разработка и внедрение комплекса аппаратуры для электрофизиологических исследований | Костюк, Платон Григорьевич                  | академик, директор Института физиологии имени А. Богомольца Академии наук УССР, руководитель работы                                                                                     |
| Создание, внедрение в серийное производство и эксплуатацию пассажирского самолёта Ан-24, его вариантов и модификации | Чуйко, Виктор Михайлович                    | кандидат технических наук, заместитель главного конструктора запорожского производственного объединения «Моторостроитель» имени 50-летия Великой Октябрьской социалистической революции |
| Создание, внедрение в серийное производство и эксплуатацию пассажирского самолёта Ан-24, его вариантов и модификации | Хуповка, Виктор Петрович                    | главный технолог Запорожского производственного объединения «Моторостроитель имени 50-летия Великой Октябрьской социалистической революции»                                             |
| Создание, внедрение в серийное производство и эксплуатацию пассажирского самолёта Ан-24, его вариантов и модификации | Разумовский, Иван Степанович                | заместитель Министра гражданской авиации |
| Создание, внедрение в серийное производство и эксплуатацию пассажирского самолёта Ан-24, его вариантов и модификации | Горяшко, Алексей Маркиянович                | начальник Украинского управления гражданской авиации |
| Создание, внедрение в серийное производство и эксплуатацию пассажирского самолёта Ан-24, его вариантов и модификации | Шиврин, Антон Игнатович                     | ведущий конструктор Киевского авиационного производственного объединения имени 50-летия Октября                                                                                         |
| Создание, внедрение в серийное производство и эксплуатацию пассажирского самолёта Ан-24, его вариантов и модификации | Голобородько, Ярослав Дмитриевич            | заместитель главного конструктора Киевского авиационного производственного объединения имени 50-летия Октября                                                                           |
| Создание, внедрение в серийное производство и эксплуатацию пассажирского самолёта Ан-24, его вариантов и модификации | Гарвардт, Виктор Александрович              | заместитель главного конструктора Киевского авиационного производственного объединения имени 50-летия Октября                                                                           |
| Создание, внедрение в серийное производство и эксплуатацию пассажирского самолёта Ан-24, его вариантов и модификации | Олешко, Василий Григорьевич                 | главный инженер Киевского авиационного производственного объединения имени 50-летия Октября                                                                                             |
| Создание, внедрение в серийное производство и эксплуатацию пассажирского самолёта Ан-24, его вариантов и модификации | Антонов, Олег Константинович                | академик Академии наук УССР, руководитель работы |
| Создание, внедрение в серийное производство и эксплуатацию пассажирского самолёта Ан-24, его вариантов и модификации | Степанченко, Василий Алексеевич             | кандидат технических наук, директор Киевского авиационного производственного объединения имени 50-летия Октября                                                                         |
| Разработка и освоение в серийном производстве управляющего вычислительного комплекса М-4030 | Козмидиади, Владимир Александрович          | кандидат технических наук, заведующий отделом Института электронных управляющих машин                                                                                                   |
| Разработка и освоение в серийном производстве управляющего вычислительного комплекса М-4030 | Ландау, Игорь Яковлевич                     | кандидат технических наук, старший научный сотрудник, заведующий отделом Института электронных управляющих машин                                                                        |
| Разработка и освоение в серийном производстве управляющего вычислительного комплекса М-4030 | Наумов, Борис Николаевич                    | доктор технических наук, профессор, директор Института электронных управляющих машин |
| Разработка и освоение в серийном производстве управляющего вычислительного комплекса М-4030 | Мельниченко, Анатолий Григорьевич           | начальник цеха Специального конструкторского бюро по электронным вычислительным и управляющим машинам                                                                                   |
| Разработка и освоение в серийном производстве управляющего вычислительного комплекса М-4030 | Харитонов, Василий Наумович                 | начальник отдела Специального конструкторского бюро по электронным вычислительным и управляющим машинам                                                                                 |
| Разработка и освоение в серийном производстве управляющего вычислительного комплекса М-4030 | Афанасьев, Вили Антонович                   | главный инженер Специального конструкторского бюро по электронным вычислительным и управляющим машинам                                                                                  |
| Разработка и освоение в серийном производстве управляющего вычислительного комплекса М-4030 | Сакаев, Эдуард Измайлович                   | начальник Специального конструкторского бюро по электронным вычислительным и управляющим машинам                                                                                        |
| Разработка и освоение в серийном производстве управляющего вычислительного комплекса М-4030 | Ожиганов, Юрий Михайлович                   | заведующий отделом Научно-исследовательского и конструкторского института периферийного оборудования                                                                                    |
| Разработка и освоение в серийном производстве управляющего вычислительного комплекса М-4030 | Забара, Станислав Сергеевич                 | кандидат технических наук, заместитель директора Научно-исследовательского и конструкторского института периферийного оборудования                                                      |
| Разработка и освоение в серийном производстве управляющего вычислительного комплекса М-4030 | Незабитовский, Аполинарий Фёдорович         | генеральный директор Киевского производственного объединения «Электронмаш» |
| Работа «Система автоматического контроля качества деталей авиационных газотурбинных двигателей» | Одинокий, Артур Савельевич                  | начальник отдела производственного объединения «Завод Арсенал» |
| Работа «Система автоматического контроля качества деталей авиационных газотурбинных двигателей» | Лесничий, Сергей Кондратьевич               | заведующий отделом Специального конструкторского бюро математических машин и систем Института кибернетики Академии наук УССР                                                            |
| Работа «Система автоматического контроля качества деталей авиационных газотурбинных двигателей» | Корниенко, Григорий Иванович                | кандидат технических наук, заместитель директора Специального конструкторского бюро математических машин и систем Института кибернетики Академии наук УССР                              |
| Работа «Система автоматического контроля качества деталей авиационных газотурбинных двигателей» | Митулинский, Юрий Тарасович                 | кандидат технических наук, директор Специального конструкторского бюро математических машин и систем Института кибернетики Академии наук УССР                                           |
| Работа «Система автоматического контроля качества деталей авиационных газотурбинных двигателей» | Шаботенко, Анатолий Григорьевич             | кандидат технических наук, заместитель главного технолога Запорожского производственного объединения «Моторостроитель» имени 50-летия Великой Октябрьской социалистической революции    |
| Работа «Система автоматического контроля качества деталей авиационных газотурбинных двигателей» | Бондарь, Александр Игнатьевич               | кандидат технических наук, начальник отдела Запорожского производственного объединения «Моторостроитель» имени 50-летия Великой Октябрьской социалистической революции                  |
| Работа «Система автоматического контроля качества деталей авиационных газотурбинных двигателей» | Омельченко, Василий Иванович                | кандидат технических наук, генеральный директор Запорожского производственного объединения «Моторостроитель» имени 50-летия Великой Октябрьской социалистической революции              |
| Монография в трёх томах «Вредители сельскохозяйственных культур и лесных насаждений», опубликованная в 1973—1975 годах | Костюк, Юрий Алексеевич                     | Институт зоологии Академии наук УССР |
| Монография в трёх томах «Вредители сельскохозяйственных культур и лесных насаждений», опубликованная в 1973—1975 годах | Долин, Владимир Гдальевич                   | доктор биологических наук, старший научный сотрудник |
| Монография в трёх томах «Вредители сельскохозяйственных культур и лесных насаждений», опубликованная в 1973—1975 годах | Мамонтова, Вера Алексеевна                  | кандидат биологических наук, старший научный сотрудник Института зоологии Академии наук УССР                                                                                            |
| Монография в трёх томах «Вредители сельскохозяйственных культур и лесных насаждений», опубликованная в 1973—1975 годах | Петруха, Остап Иосифович                    | доктор биологических наук, старший научный сотрудник, заведующий отделом Всесоюзного научно-исследовательского Института сахарной свеклы                                                |
| Монография в трёх томах «Вредители сельскохозяйственных культур и лесных насаждений», опубликованная в 1973—1975 годах | Лившиц, Иссахар Зельманович                 | доктор биологических наук, профессор, заведующий отделом Государственного Никитского ботанического сада                                                                                 |
| Монография в трёх томах «Вредители сельскохозяйственных культур и лесных насаждений», опубликованная в 1973—1975 годах | Крышталь, Александр Филиппович              | доктор биологических наук, профессор, заведующий кафедрой Киевского государственного университета имени Т. Г. Шевченко                                                                  |
| Монография в трёх томах «Вредители сельскохозяйственных культур и лесных насаждений», опубликованная в 1973—1975 годах | Васильев, Вадим Петрович                    | академик Академия наук УССР, директор Украинского научно-исследовательского института защиты растений, руководитель работы                                                              |
| Работа «Стратиграфия УССР», тома II—XI, опубликованную в I968—1975 годах | Лапчик, Фекла Ефимовна                      | кандидат геолого-минералогических наук, старший научный сотрудник Института геологических наук Академии наук УССР                                                                       |
| Работа «Стратиграфия УССР», тома II—XI, опубликованную в I968—1975 годах | Шульга, Пелагея Луковна                     | доктор геолого-минералогических наук, старший научный сотрудник Института геологических наук Академии наук УССР                                                                         |
| Работа «Стратиграфия УССР», тома II—XI, опубликованную в I968—1975 годах | Сябряй, Владимир Терентьевич                | доктор геолого-минералогических наук, старший научный сотрудник Института геологических наук Академии наук УССР                                                                         |
| Работа «Стратиграфия УССР», тома II—XI, опубликованную в I968—1975 годах | Молявко, Григорий Иванович                  | доктор геолого-минералогических наук, профессор, старший научный сотрудник Института геологических наук Академии наук УССР                                                              |
| Работа «Стратиграфия УССР», тома II—XI, опубликованную в I968—1975 годах | Каптаренко-Черноусова, Ольга Константиновна | доктор геолого-минералогических наук, профессор, старший научный сотрудник Института геологических наук Академии наук УССР                                                              |
| Работа «Стратиграфия УССР», тома II—XI, опубликованную в I968—1975 годах | Крашенникова, Ольга Владимировна            | кандидат геолого-минералогических наук, старший научный сотрудник, заведующий отделом Института геологических наук Академии наук УССР                                                   |
| Работа «Стратиграфия УССР», тома II—XI, опубликованную в I968—1975 годах | Ямниченко, Иван Мусеевич                    | доктор геолого-минералогических наук, старший научный сотрудник, заведующий отделом Института геологических наук Академии наук УССР                                                     |
| Работа «Стратиграфия УССР», тома II—XI, опубликованную в I968—1975 годах | Айзенверг, Давид Ефремович                  | доктор геолого-минералогических наук, старший научный сотрудник, заведующий отделом Института геологических наук Академии наук УССР                                                     |
| Работа «Стратиграфия УССР», тома II—XI, опубликованную в I968—1975 годах | Дидковский, Валентин Яковлевич              | член-корреспондент Академии наук УССР, директор Института геологических наук Академии наук УССР                                                                                         |
| Работа «Стратиграфия УССР», тома II—XI, опубликованную в I968—1975 годах | Бондарчук, Владимир Гаврилович              | академик Академии наук УССР, заведующий отделом Института геологических наук Академии наук УССР                                                                                         |